# سلیمان‌خان اعتضادالدوله
سلیمان خان اعتضادالدوله معروف به خان خانان (درگذشته ۱۲۷۱ ه‍.ق) دایی ناصرالدین‌شاه و برادر تنی ملک‌جهان خانم مهدعلیا بود. او در زمان ناصرالدین‌شاه مدتی قاجار حاکم اصفهان شد. سلیمان‌خان جد خاندان سپهبدی قاجار است.

## سال‌های آغازین
سلیمان خان پسر امیرقاسم خان قاجار محمدقاسم ظهیرالدوله پسر سلیمان خان اعتضادالدوله قوانلو دایی آقامحمدخان مؤسس سلسله قاجاریه است.
امیرقاسم خان شاهزاده بیگم خانم دختر فتحعلی شاه و خواهر تنی حسین علی میرزا فرمانفرما را به زوجیت داشت و ثمره این ازدواج دو دختر و یک پسر بود. یکی از دخترها ملک جهان خانم مهدعلیا مادر ناصرالدین شاه است و آن پسر نیز همین سلیمان خان است که به نام نیای پدری خود خوانده می‌شد. - خان خانان که دائی ناصرالدین شاه بود بسال ۱۲۴۹ در زمان فتحعلیشاه حکومت قُمشه (شهرضا) را داشت و در همان اوان میان او و مر تضی قلی خان ایلخانی قشقایی شکراب شد.
ایلخانی هم شاهرخ میرزا پسر حسین علی میرزا فرمانفرما را از شیراز با خود به شهرضا برد و سلیمان خان را از آن جا اخراج و شاهرخ میرزا را به جای او منصوب نمود. البته این مطلب که به گوش اولیای حکومت مرکزی رسید تصمیم به مجازات ایلخانی گرفتند و مرتضی قلی خان زندانی شد. امیر محمد قاسم خان پدر خان خانان چون خواهر تنی فرمانفرما را به زوجیت داشت اغلب اوقات به شیراز می‌رفت و هر وقت هم بین قبایل بختیاری و قشقایی اختلاف حاصل می‌شد فتحعلی شاه برای اصلاح ذات البین او را به قمشه و سمیرم می‌فرستاد.
امیرقاسم خان سرانجام نیز در قمشه چشم از جهان پوشید و همانجا به خاک سپرده شد. در همان روزی که ملک جهان خانم مهدعلیا با محمد میرزا (بعدها محمد شاه) عروسی کرد سلیمانخان برادرش هم با ملک‌زاده خانم دختر محمدقلی میرزا ملک‌آرا پسر فتحعلی شاه ازدواج نمود. مهدعلیا به این برادر فوق‌العاده علاقه‌مند بود و به همین سبب ناصرالدین شاه که به سلطنت رسید اورا به حکمرانی اصفهان فرستاد. به قراری که عباس میرزا ملک‌آرا برادر ناتنی ناصرالدین شاه ضمن یادداشت‌های خود می‌نویسد پیش از این که ناصرالدین شاه از تبریز وارد طهران شود مهدها سلیمان خان را با اسدالله خان یکی از برادرهای ناتنی خود مأمور کرد تا عباس میرزا را نابینا کنند، و او در نتیجه اقدامات حاج فرهاد میرزا معتمدالدوله و وساطت سفارت انگلیس این مخمصه نجات یافت.

## حکومت اصفهان
سلیمان خان در اوایل سلطنت ناصرالدین شاه به سال ۱۲۶۵ به حکومت اصفهان منصوب گردید. او پس از دریافت فرمان حکومت اصفهان به اتفاق میرزا عبدالوهاب گلستانه که به وزارت و پیشکاری او منصوب گردیده بود عازم مقر مأموریت جدید شد.
یکی از سررشته‌دارها و مستوفی‌های اصفهان به نام میرزا عبدالحسین که مدتها به انتظار وزارت و پیشکاری اصفهان بود با میرزا عبدالوهاب از در مخالفت درآمد. میرزا عبدالوهاب هم چون از طرف دولت به مقام پیشکاری برگزیده شده بود آنقدرها نسبت به سلیمان‌خان خضوع و خشوع نکرد. میرزا عبدالحسین بر خلاف به امید اینکه حریف را از میدان خارج و مقام او را اشغال کند نسبت به خان خانان تملق فراوان می‌گفت و حاکم نیز در باطن از او حمایت و جانبداری می‌کرد.

## افزایش اختلافات
دامنه اختلافات میرزا عبدالوهاب و میرزا عبدالحسین رفته رفته توسعه یافت و نظم شهر بهم خورد و طرفداران این دو نفر به جان هم افتادند. در این تاریخ آتش فتنه و فساد در سرتاسر کشور شعله‌ور بود و جمعی از پیروان باب به قیادت ملاحسین بشرویه و حاج محمد علی بارفروشی در قلعه طبرسی مازندران و عده‌ای هم در دژهای زنجان به حمایت ملامحمدعلی زنجانی موضع گرفته بودند و با سپاهیان دولت زدوخورد می‌کردند. مردم کرمان و ماجراجویان آن سامان فضلعلی خان قراباغی حاکم محل را از شهر خارج کرده بودند. آشوب‌طلبان شیراز علیه حسین خان نظام‌الدوله آجودان باشی والی فارس ستیزه‌جویی می‌نمودند.
محمدحسن خان سالار پسر الله‌یار خان آصف‌الدوله در خراسان علم طغیان برافراشته بود و داعیه سلطنت داشت. فتنه جویان لرستان و بختیاری با خانلر میرزا احتشام الدوله حکمران و مأمورین او مجادله می‌کردند. روحانیون تبریز پیروان فرقه شیخیه را تکفیر نموده بودند و هر روز عده‌ای بی گناه بر اثر اختلافات شیخی و بالاسری کشته می‌شدند. میرزا تقی خان امیر کبیر که می‌دانست تمام این اغتشاشات به تحریک عمال خارجی است و انگشت بیگانگان در این آشفتگی‌ها دخالت دارد به حسن تدبیر همه آشوب‌طلبان را سرکوب نمود و بتدریج امنیت و آرامش در اقصی نقاط کشور مستقر گردید - خبر اغتشاش اصفهان که به اطلاع امیر رسید بیدرنگی چراغ‌علی‌خان کلهر زنگنه را که بعدها سراج‌الملک لقب گرفت با تعلیمات لازم به اصفهان فرستاد.
چراغ‌علی‌خان پس از ورود به اصفهان متوجه شد که مردم شهر به دو دسته تقسیم گردیده و نیمی جانب گلستانه را گرفته و نیمی به حمایت میرزا عبدالحسین برخاسته اند ولی طرفداران این شخص اخیر از معاریف و متنفذین اصفهانند. وی با در نظر گرفتن اغتشاشات سایر نقاط صلاح در آن دید که عاقلانه آتش فتنه را خاموش کند تا دولت اقلاً از این رهگذر آسوده شود و حاجت به فرستادن قوای نظامی از مرکز نباشد و از نیروهای امنیتی در مناطق دیگر که بیشتر حائز اهمیت است استفاده شود. به همین سبب به خان خانان و سیدمحمد امام جمعه روحانی معروف و پرنفوذ شهر خاطر نشان ساخت که دولت با توجه به اوضاع و احوال اصفهان میرزا عبدالحسین را برای وزارت اصفهان در نظر گرفته و او مامور است میرزا عبدالوهاب گلستانه را به تهران بفرستد. چند روز بعد نیز جمعی از محترمین و معتمدین شهر را در کاخ چهلستون دعوت کرد و چگونگی را با یکایک آنان در میان نهاد و از کاملین قوم تقاضا نمود که مردم عوام را از جنجال و آشوب برحذر سازند و کاری نکنند که دولت ناگزیر به اتخاذ تصمیمات شدید شود. پس از مراجعت چراغ‌علی‌خان به مرکز، امیر کبیر متوجه شد که خان خانان از عهده برقراری نظم اصفهان برنمی‌آید و صلاح در این است که اورا احضار و یکی از مأمورین مجرب و کارآمد دولت را به حکمرانی اصفهان منصوب کند. امیر پس از مطالعات کافی علی‌رغم مهدعلیا که از برادرش خان خانان پشتیبانی می‌نمود سلیمان خان را معزول کرد و غلامحسین خان سپهدار را به حکمرانی اصفهان برگزید. دور حکمرانی سلیمان خان معروف به خان خانان حتی به یک سال هم نرسید و اواخر سال ۱۲۶۵ غلامحسین خان سپهدار حسب‌الامر امیر کبیر مأمور اصفهان شد. سلیمان بعدها به سال ۱۲۷۱ ه‍.ق درگذشت.